# 2624 Samitchell
2624 Samitchell è un asteroide della fascia principale. Scoperto nel 1962, presenta un'orbita caratterizzata da un semiasse maggiore pari a 3,9593515 UA e da un'eccentricità di 0,1176641, inclinata di 2,77353° rispetto all'eclittica.